# Grand Prix automobile de Belgique 1939

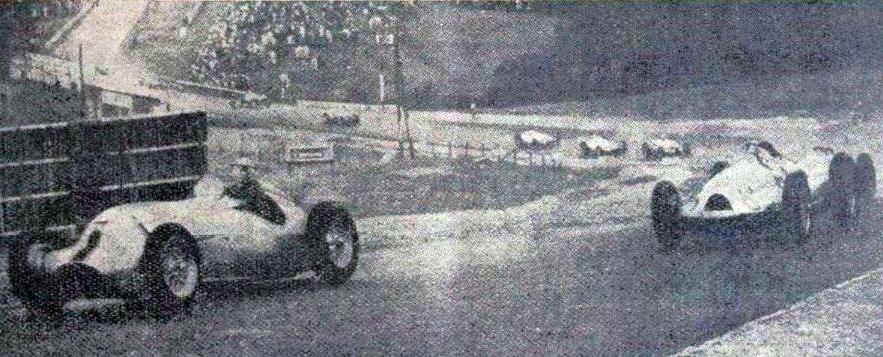
Farina devant Müller.

Le Grand Prix automobile de Belgique 1939 est une course comptant pour le Championnat d'Europe des pilotes, qui a eu lieu sur le circuit de Spa-Francorchamps le 25 juin 1939.

## Classement de la course
| Pos. | no | Pilote                  | Écurie          | Châssis             | Tours | Temps/Abandon     | Grille | Points |
| ---- | -- | ----------------------- | --------------- | ------------------- | ----- | ----------------- | ------ | ------ |
| 1    | 22 | Hermann Lang            | Daimler-Benz AG | Mercedes-Benz W154  | 35    | 3 h 20 min 21 s 0 | 2      | 1      |
| 2    | 4  | Rudolf Hasse            | Auto Union      | Auto Union Type D   | 35    | + 16 s 9          | 4      | 2      |
| 3    | 24 | Manfred von Brauchitsch | Daimler-Benz AG | Mercedes-Benz W154  | 35    | + 1 min 53 s 0    | 9      | 3      |
| 4    | 12 | Raymond Sommer          | Privé           | Alfa Romeo Tipo 308 | 33    | + 2 tours         | 10     | 4      |
| 5    | 14 | Robert Mazaud           | Privé           | Delahaye T135CS     | 31    | + 4 tours         | 11     | 4      |
| 6    | 18 | Louis Gérard            | Privé           | Delahaye T135CS     | 30    | + 5 tours         | 12     | 4      |
| Abd. | 2  | Tazio Nuvolari          | Auto Union      | Auto Union Type D   | 28    | Accident          | 4      | 4      |
| Abd. | 6  | Hermann Paul Müller     | Auto Union      | Auto Union Type D   | 26    | Moteur            | 1      | 5      |
| Abd. | 26 | Richard Seaman          | Daimler-Benz AG | Mercedes-Benz W154  | 21    | Accident mortel   | 5      | 5      |
| Abd. | 10 | Giuseppe Farina         | Privé           | Alfa Romeo Tipo 316 | 20    | Batterie          | 3      | 5      |
| Abd. | 28 | Adolfo Mandirola        | Privé           | Maserati 6CM        | 19    | Suspension        | 13     | 5      |
| Abd. | 8  | Georg Meier             | Auto Union      | Auto Union Type D   | 13    | Accident          | 6      | 6      |
| Abd. | 20 | Rudolf Caracciola       | Daimler-Benz AG | Mercedes-Benz W154  | 7     | Accident          | 7      | 7      |

- Légende: Abd.=Abandon

## Pole position et record du tour
- Pole position :  Hermann Paul Müller
- Meilleur tour en course :  Hermann Lang en 5 min 19 s 9.